# 경찰 25시
《경찰 25시》는 OBS경인TV에서 2009년 1월 26일부터 2015년 9월 10일까지 방송되었던 다큐멘터리 프로그램이다.